# دانشتدت
دانشتدت (به آلمانی: Danstedt) یک منطقهٔ مسکونی در آلمان است که در Nordharz واقع شده‌است. دانشتدت ۵۳۹ نفر جمعیت دارد.